# Schwenningen (Heuberg)

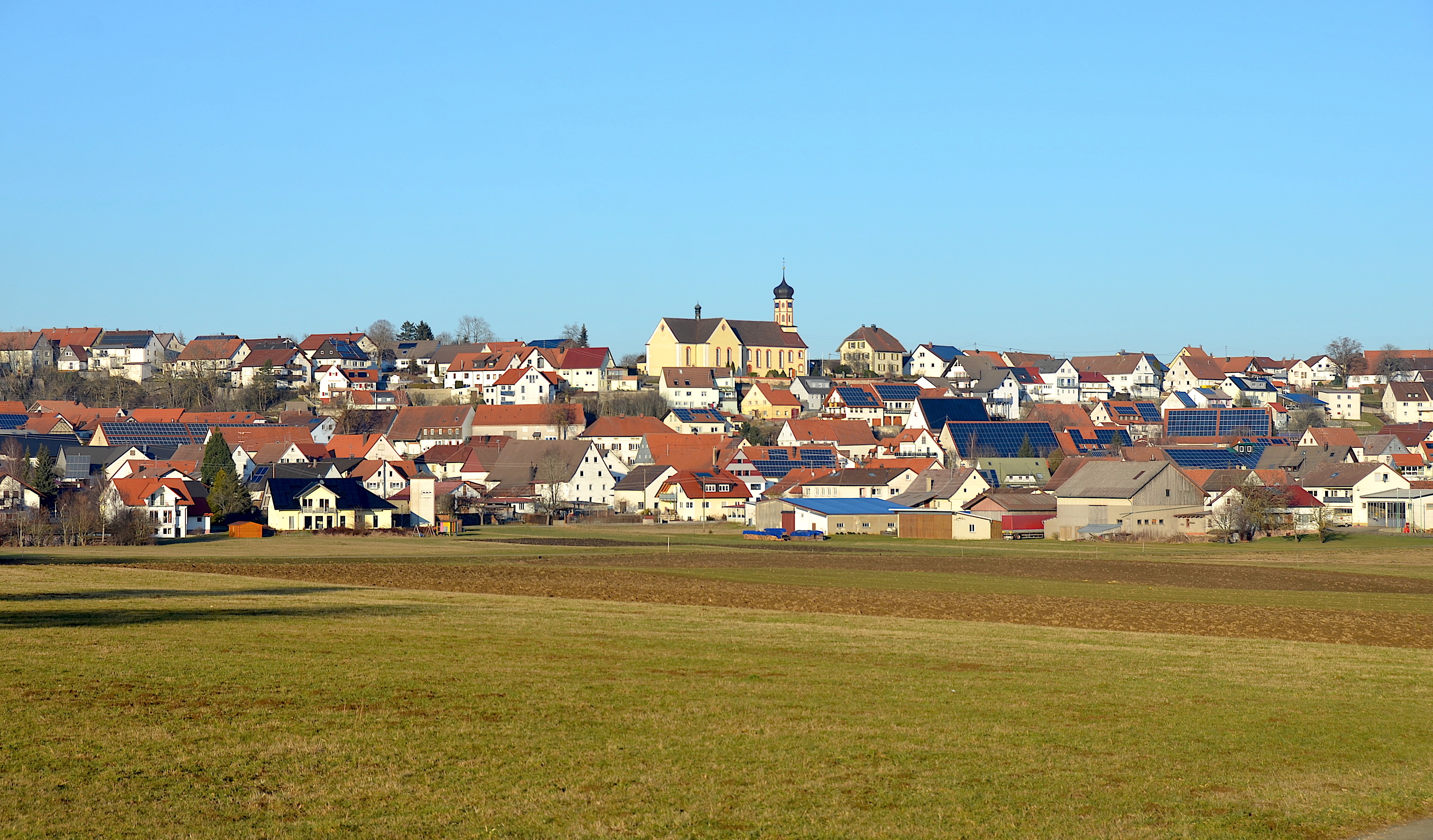
Schwenningen (Blick von Süden)

Die Gemeinde Schwenningen liegt im Landkreis Sigmaringen in Baden-Württemberg.

## Geographie

### Geographische Lage
Schwenningen liegt auf 870 m Höhe im Naturpark Obere Donau auf dem Heuberg, der südwestlichen Hochfläche der Schwäbischen Alb.
Die höchste Erhebung des Landkreises Sigmaringen ist der Schnaitkapf mit 920,3 m ü. NHN und liegt im Westen von Schwenningen.

### Gemeindegliederung
Die Gemeinde Schwenningen behielt 1973 bei der Gemeinde- und Kreisreform ihre Selbständigkeit.

### Schutzgebiete
In Schwenningen liegt das FFH-Gebiet Wiesen bei Schwenningen, das zum Schutz der artenreichen mageren Flachlandmähwiesen um den Ort ausgewiesen wurde. Im äußersten Westen hat die Gemeinde zudem einen kleinen Anteil am Vogelschutzgebiet Südwestalb und Oberes Donautal.
Schwenningen liegt außerdem im Naturpark Obere Donau.

## Geschichte

### Ortsgeschichte
Schwenningen gehörte zur Herrschaft Werenwag, kam nach deren Auflösung 1805 kurzzeitig an Württemberg und ging 1810 an Baden über. 2005 konnte der Ort sein 1000-jähriges Jubiläum feiern.
- Traverne

Die Traverne, heute Gasthaus Adler, besteht seit 1486. Es gab damals nur zwei Gastwirtschaften in Werenwag. Mitbetrieben wurden vom Erblehenshaus: 
- Salzhandel

Der Salzhandel war lange Zeit ein Handelsbereich von höchster wirtschaftlicher Bedeutung. Salz diente einerseits zum Konservieren und andererseits Würzen von Lebensmitteln
- Badhaus

Solche Bäder waren öffentliche Einrichtungen. In der Badstube bot der Bader in der Regel nach Geschlechtern getrennt Dampf-, Schwitz- und Wasserbäder an. Wenn die Öfen für die Schwitz- und Wasserbäder erwärmt waren, wurden die Wedel, Kräuterbüschel am Nasenschild der Traverne (heute Adler) in Schwenningen, eingehängt. Bader boten im Mittelalter nicht nur Reinigung an, sondern auch Linderung bei Leiden aller Art, etwa mit Schwefel- und Kräuterbädern. Man konnte sich zudem massieren und entlausen lassen. Zu Beginn schor der Bader Kopfhaar und Bart. Neben dem Aderlass gehörte sich auch die Wundbehandlung mit Schwefelsalben zu den Dienstleistungen. So konnte man in Badstuben selbst kleinere operative Eingriffe wie Zähneziehen vornehmen lassen. Der Transport von Badewasser erfolgte in Fässen.

### Sagen

#### Schimmelreiter
Eine alte Sage beichtet von einem zu gewissen Zeiten sichtbar werdenden Schimmelreiter ohne Kopf. Dabei soll es sich um den Doctor Schroff handeln. Dieser ist laut der Sage ein mit Meineiden arbeitender Vogt der Herrschaft Werenwag. Zur Strafe wurde er nach seinem Tod in einen Felsen im Finsteren Tal verwandelt. Eine Urkunde von 1808 bestätigt die Prüfung eines Louis Schroff zum Mediziner in Stuttgart. Wer aber fast 200 Jahre namentlich als Schreckgespenst umhergeht, hatte entweder tatsächlich ein sehr verwirktes Leben aus Sicht der bäuerlichen Einwohner der Umgebung, oder er stand als Synonym für Machtmissbrauch, so der nebenberufliche Historiker Roland Steidle.

#### Glocken aus Meßstetten
Der Sage nach wurden die Glocken der Stiftskirche St. Lamprecht im Meßstetten abgenommen und nach Schwenningen gebracht. Generationen von Geschichtslehrern hielten diese alte Sage für sehr unglaubwürdig. Vor dem Ersten Weltkrieg wurden Wanderer aus Meßstetten stets mit den Worten „Hört ihr eure Glocken“ begrüßt. Erst im Jahre 2023 wurde an der Universität Tübingen in der Vorlesung Württemberg im Aufstand mit einer zuverlässigen Quelle aus Schaffhausen in der Schweiz der historische Kern der Sage belegt: Hans Stokar erlebte die Entwicklung der Reformation. Er berichtet auch über den Bauernkrieg in Württemberg und auch von der Abnahme von Glocken.

### Einwohnerentwicklung
Die Einwohnerzahlen von Schwenningen waren mehrere Jahre rückläufig, wurden aber im Zuge des Zensus 2011 um 147 Einwohner (10 %) nach oben korrigiert und bewegen sich seitdem auf relativ gleichbleibendem Niveau:
| Jahr | Einwohner |
| ---- | --------- |
| 1961 | 1132      |
| 1970 | 1502      |
| 1991 | 1672      |
| 1995 | 1668      |
| 2000 | 1681      |
| 2005 | 1564      |
| 2010 | 1489      |
| 2015 | 1579      |
| 2020 | 1677      |

## Politik

### Gemeinderat
Der Gemeinderat von Schwenningen umfasst zehn ehrenamtliche gewählte Mitglieder, deren Amtszeit fünf Jahre beträgt, sowie den Bürgermeister als ebenfalls stimmberechtigten Vorsitzenden. Bei der letzten Wahl am 9. Juni 2024 trat als einzige Gruppierung eine gemeinsame Liste der CDU und der Freien Wähler an, deren Kandidierende insgesamt 99,5 Prozent der Stimmen auf sich vereinen konnten und von der daraufhin die zehn Kandidierenden mit den meisten Stimmen in den Gemeinderat einzogen. Die übrigen 0,5 Prozent der Stimmen entfielen auf andere Einzelbewerber, von denen niemand ein Mandat erringen konnte. Die Wahlbeteiligung betrug 70,1 Prozent.

### Bürgermeister
Bürgermeister ist seit dem 1. Mai 2024 Ewald Hoffmann. Er wurde am 4. Februar 2024 mit 51,4 Prozent der Stimmen gewählt.
- 1972–1988: Peter Allgaier[14]
- 1992–2016: Herbert Bucher[15] (FWV)
- 2016–2024: Roswitha Beck[16]
- seit 2024: Ewald Hoffmann

### Wappen
| Wappen der Gemeinde Schwenningen | Blasonierung: „In Gold (Gelb) ein schwarzer Zickzackbalken mit drei nach unten weisenden Zacken.“ |
| Wappen der Gemeinde Schwenningen | Wappenbegründung: Das Dorf Schwenningen gehörte seit dem Spätmittelalter lange Zeit zur Herrschaft Werenwag. Deshalb setzte die Gemeinde im Jahre 1896 auf Rat des Generallandesarchivs Karlsruhe das Wappen der im frühen 16. Jahrhundert ausgestorbenen Ritter von Werenwag in ihren Schild. |

## Kultur und Sehenswürdigkeiten
Schwenningen liegt an der Hohenzollernstraße. Die Kommune ist dem Tourismusverband „Donaubergland“ angeschlossen.

### Bauwerke

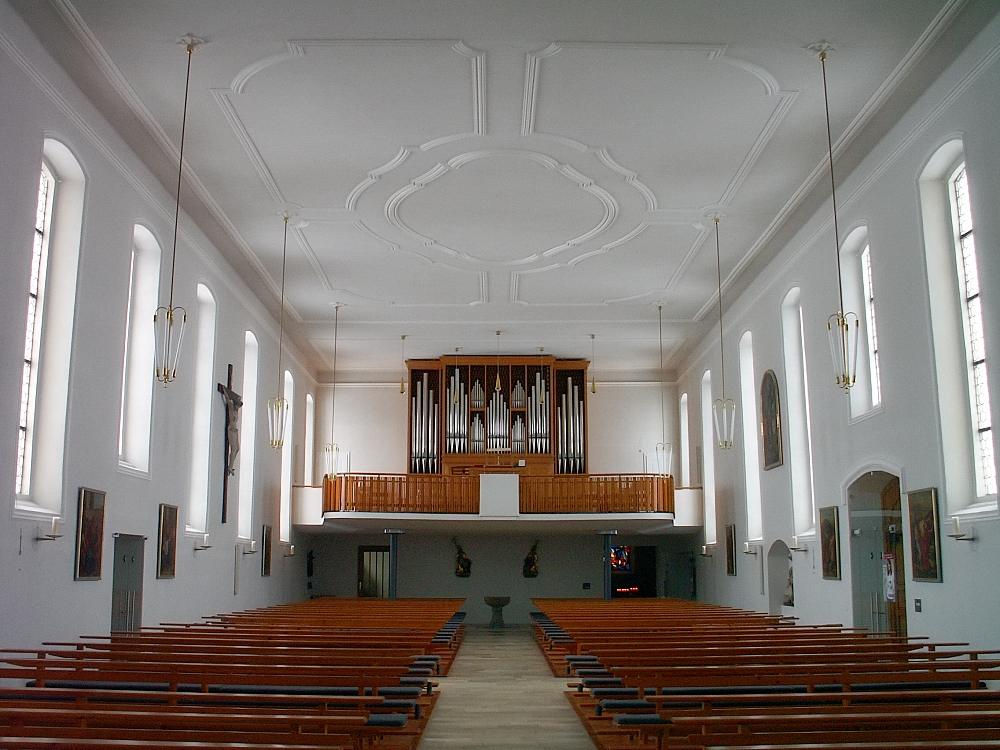
Kirche St. Kolumban, Innenraum

- Die 1819 erbaute katholische Pfarrkirche St. Kolumban hat ein modernes Stuckschnittrelief des einheimischen Bildhauers Oskar Steidle an der Chorrückwand. Die Pfarrgemeinde gab im Mai 2010 bekannt, dass eine komplette Dachsanierung nötig ist, sie sich aber auf die Sanierung von Kirchturm, Glockenstuhl, Turmuhr und Aufgang zum Glockenstuhl beschränken wolle.[18][19]
- Antoniuskapelle
- Wendelinuskapelle
- Lourdeskapelle
- Kunsthandwerk im Alten Schulhaus

### Sport
Schwenningen verfügt über präparierte Loipen, die sich zwischen 810 und 950 Meter über Normalnull befinden. Die „Heubergloipe“ ist eine insgesamt 16 Kilometer lange Rundwander- und Doppelspurloipe. Die Gemeinden Bärenthal, Irndorf, Nusplingen und Schwenningen schufen im Jahr 2011 ein gemeinsames Loipennetz für Wintersportler. Nachdem der Anschluss der neugeschaffenen Loipe an Gnadenweiler an das Indorfer Loipennetz geschaffen werden konnte, entstand nunmehr durch den Zusammenschluss mit dem bestehenden Nusplinger und Schwenninger Loipen durch das Irndorfer Hardt ein großflächiges Loipengebiet für den Skilanglauf.

## Strohpark

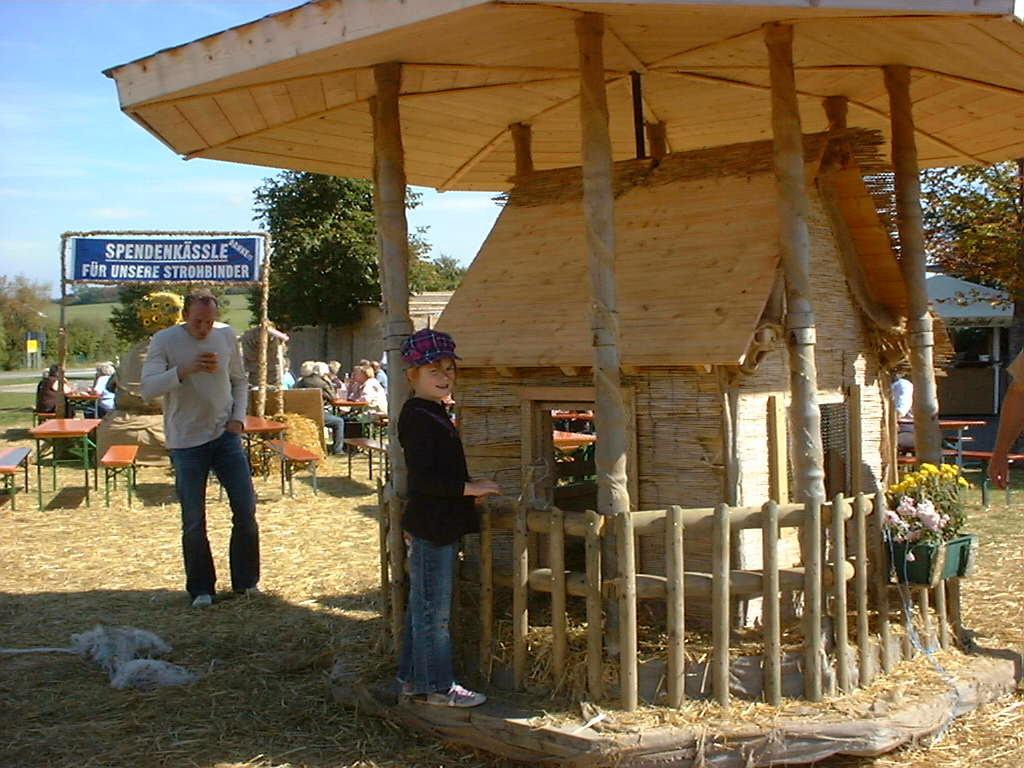
Strohhaus im Strohpark

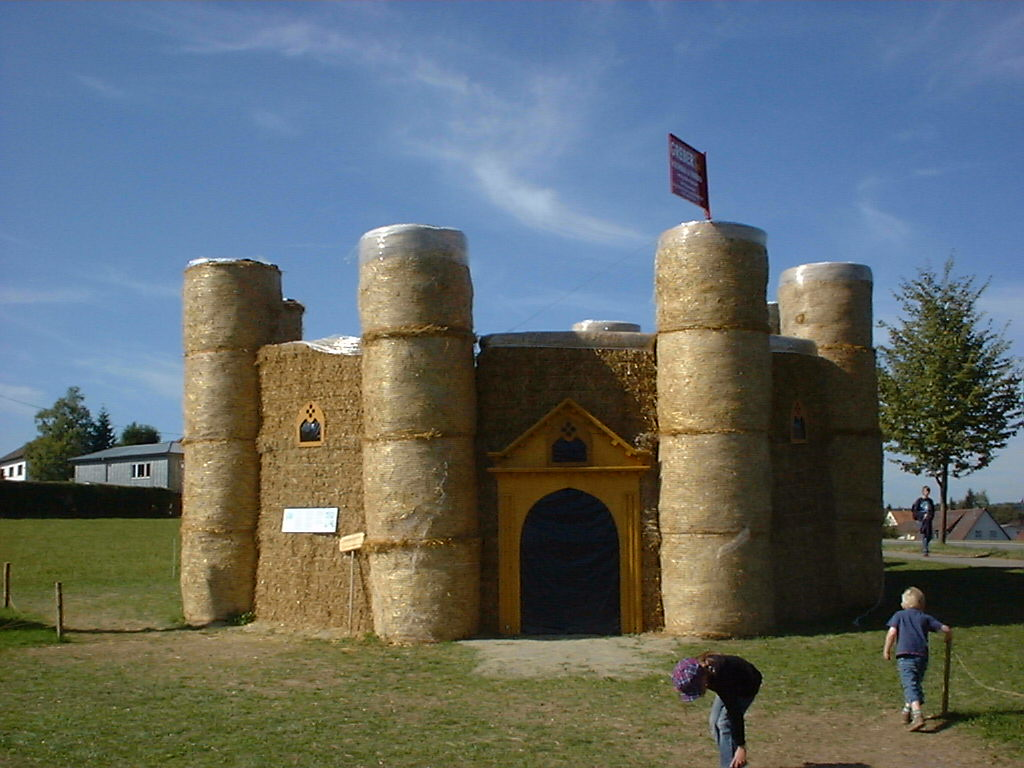
Burg im Strohpark

Seit 1996 bauen jedes Jahr im Spätsommer Schwenninger Vereine, Gruppen, Kinder und Unternehmen den Strohpark auf. Von September bis Mitte Oktober werden etwa 30, teilweise überlebensgroße Figuren, Bauwerke und Ensembles auf der Wiese an der Heuberghalle gezeigt. Alle Arbeiten sind von Hand gefertigt. Die Ausstellung wird von verschiedenen Aktionen wie Benefizkonzerten, Konzert der Rentnerkombo, traditionellem Hähnchenessen und weiteren abgerundet. Auch überregional findet die Freiluftveranstaltung große Beachtung, wovon tausende Besucher zeugen. An allen Ortseingängen stehen zu dieser Zeit Stroh-Kunstwerke des letztjährigen Spektakels.

## Wirtschaft und Infrastruktur

### Verkehr
Der Öffentliche Nahverkehr wird durch den Verkehrsverbund Neckar-Alb-Donau (NALDO) gewährleistet. Die Gemeinde befindet sich in der Wabe 440.

### Eisenbahnverkehr
Im Naturpark Obere Donau wird an Wochenenden ein verdichtetes, vertaktetes Angebot im Schienenverkehr auf allen Strecken gefahren. Triebwagen wie der Naturpark-Express, welche von der Hohenzollerischen Landesbahn betrieben werden, verkehren hier sonn- und feiertags auf der Bahnstrecke Tuttlingen–Inzigkofen, um über den sechs Kilometer entfernten Bahnhof Hausen im Tal das Naherholungsgebiet für den Tourismus attraktiver zu machen. Radfahrer wählen meist die geschotterte Werenwager Steige (48° 4′ 40″ N, 9° 1′ 11,95″ O) über Schloss Werenwag. Die Bahnstrecke Tübingen–Sigmaringen wird in Storzingen mit Zubringerbussen erreicht.

### Bildung
- Grundschule
- Katholisches Bildungswerk
- Workshops und Kurse im Alten Schulhaus
- Unterricht der Jugendmusikschule Zollernalb e. V.

### Telekommunikation
70 Meter hoher Richtfunkturm auf dem Schnaitkopf.